# Hans Lorenz Stoltenberg
Hans Lorenz Stoltenberg (* 20. Mai 1888 in Hamburg; † 18. November 1963 in Gießen) war ein deutscher Soziologe.

## Leben
Hans Lorenz Stoltenberg studierte Philosophie, Theologie und Volkswirtschaftslehre an den Universitäten Marburg (bei Paul Natorp und Hermann Cohen), Berlin (bei Werner Sombart) und Kiel (bei Ferdinand Tönnies) und wurde 1913 in Marburg zum Dr. phil. promoviert.
1917 wurde er Assistent bei der Kommission für Kriegswirtschaft in Berlin, arbeitete dann von 1921 bis 1924 beim Vorläufigen Reichswirtschaftsrat und war 1924/25 wissenschaftlicher Sekretär des Forscherheims Assenheim. Stoltenberg habilitierte sich 1925 in Gießen für Sozialpsychologie und Allgemeine Soziologie. Er wirkte dort von 1925 bis 1931 als Privatdozent und wurde 1934 außerplanmäßiger Professor. Wegen Schließung der Universität in Gießen lehrte er von 1948 bis 1956 erst als Dozent, dann als außerplanmäßiger Professor am Pädagogischen Institut in Weilburg. 1953 wurde er in den Ruhestand versetzt, lehrte aber weiter, auch an der Universität Gießen, wo er eine Lehrbefugnis für die Landwirtschaftliche Fakultät erhalten hatte.
Neben seiner Tätigkeit in der Soziologie befasste sich Stoltenberg auch mit der Erforschung alter Sprachen wie des Etruskischen und des Minoischen auf Kreta. Er leistete einen wesentlichen Beitrag zur Deutung etruskischer Zahlwörter.
Trotz pionierhafter Vorstöße, systematischer Strenge und großen Publikationsfleißes gelang es ihm nie, auf einen bedeutenden Lehrstuhl seines Fachs berufen zu werden, zumal auch wegen seiner unnachgiebigen sprachlichen (fremdwortfeindlichen) Originalität. Ein bis ins Kleinste konsequent betriebener „Germanozentrismus“ war das semantische Markenzeichen Stoltenbergs. Er prägte in seinen Schriften Begriffe wie: Mitselbandermitselbandermitbewußtnis oder Bewußtnisbewußtnisse. Er unterschied zwischen Gruppenbewußtlehre und Bewußtgruppenlehre.
In einer Beurteilung des 1955 erschienenen Wörterbuchs der Soziologie, in dem mehrere Beiträge von Stoltenberg enthalten sind, kommentierte René König dessen Fachverständnis mit den Worten: Wissenschaftslogisch bedeute sein Verfahren, „durch eine eigene Technik der Bewortung darüber hinwegzutäuschen, daß wir uns vor einem totalen Nichts sowohl an sachlicher Forschung wie an systematischer Grundlagendiskussuion befinden.“

## Schriften (Auswahl)
- Soziopsychologie. Marburg 1914 (Dissertationsschrift).
- Wegweiser durch Tönnies’ Gemeinschaft und Gesellschaft. K. Curtius, Berlin 1919.
- Seelgrupplehre. K. Curtius, Berlin 1922
- Soziologie als Lehrfach an deutschen Hochschulen. G. Braun, Karlsruhe 1926.
- Neue Sprachgestaltung, ein Handbuch für Sprachlehrer, für Forscher und Künstler, für Techniker und Werber. Schauenburg, Lahr in Baden 1930 (mit 2. verb. Aufl. 1952)
- Deutsche Weisheitsprache. Ihr Weg und ihr Ziel, Schauenburg. Lahr in Baden 1933.
- Geschichte der deutschen Gruppwissenschaft (Soziologie) mit besonderer Beachtung ihres Wortschatzes. I. (einziger) Band, Buske, Leipzig 1937.
- Die Bedeutung der etruskischen Zahlnamen. In: Glotta. Zeitschrift für griechische und lateinische Sprache. Band 30, 1943, S. 234–244.
- Die Werbfibel. Verl. Wirtschaft u. Werbung, Essen 1950.